# 津川トンネル
津川トンネル（つがわトンネル）は、新潟県東蒲原郡阿賀町津川にある国道49号、国道459号のトンネルである。

## 概要
- 開通 : 1980年
- 車線 : 片側1車線（上下線合計2車線）

国道49号の阿賀町津川周辺の改良（津川バイパス）が行われた際、改良に含まれるひとつの構築物として開通した。トンネル新潟側には阿賀野川が流れており、阿賀野川とトンネルの間に新潟県道14号新発田津川線との交差点がある。阿賀野川には麒麟橋が架かる。また、この県道は当トンネルを含む改良が行われる前に国道として利用されていた。

## 国道49号のトンネル
（←いわき方面）名称不明（新潟県東蒲原郡阿賀町） - 津川トンネル（新潟県東蒲原郡阿賀町） （- 本尊岩隧道（新潟県東蒲原郡阿賀町）（新潟方面→））